# Сеттіме
Сеттіме (італ. Settime, п'єм. Setmi) — муніципалітет в Італії, у регіоні П'ємонт,  провінція Асті.
Сеттіме розташоване на відстані близько 490 км на північний захід від Рима, 35 км на схід від Турина, 11 км на північний захід від Асті.
Населення — 557 осіб (2014).
Щорічний фестиваль відбувається 26 липня. 

## Демографія
Населення за роками:

Станом на 1 січня 2023 року в муніципалітеті офіційно проживало 95 іноземців з 16 країн, серед них 25 громадян країн Євросоюзу.

## Сусідні муніципалітети
- Асті
- Кьюзано-д'Асті
- Чинальйо